# Холминська селищна територіальна громада
Холминська селищна громада — територіальна громада в Україні, на територіях Корюківського району Чернігівської області. Адміністративний центр — селище Холми.
Площа громади — 323,99 км², населення — 4915 мешканців (2018). Населення - 4504 мешканців (2025).
Утворена 20 вересня 2016 року шляхом об'єднання Холминської селищної ради, Жуклянської, Камківської, Козилівської сільських рад Корюківського району та Радомської сільської ради Семенівського району.

## Населені пункти
До складу громади входять 2 селища (Довжик, Холми) і 13 сіл: Березова Роща, Бобрик, Борок, Дачне, Жукля, Камка, Козилівка, Кучугури, Олешня, Радомка, Тихонівське, Уріччя, Ченчики.